# Die Nacht von Lissabon
Die Nacht von Lissabon ist ein Roman von Erich Maria Remarque, der ein deutsches Emigrantenschicksal während der Zeit des Nationalsozialismus vor und während des Zweiten Weltkriegs in Frankreich, Spanien und Portugal schildert.
Die Nacht von Lissabon erschien 1962 und war Remarques vorletzter Roman. 1971 verfilmte Zbyněk Brynych den Roman für das Fernsehen.

## Inhalt
Der Erzähler ist ein deutscher Emigrant, der sich 1942 im Hafen von Lissabon befindet und ein Schiff betrachtet, das am nächsten Tag nach den USA ablegen wird. Soeben hat er sein letztes Geld im Kasino verspielt, in der Hoffnung, ausreichend Geld für eine Schiffspassage in die USA für sich und seine Frau zu erspielen – ein sinnloses Unterfangen letztlich, da beide keine Visa haben. Er trifft einen zweiten Emigranten, der sich ihm als Josef Schwarz vorstellt und ihm anbietet, ihm zwei Pässe mit Visa für die USA sowie zwei Schiffsfahrkarten zu überlassen, sofern der Erzähler ihm, Schwarz, diese eine Nacht Gehör schenke, so dass er ihm seine Lebensgeschichte erzählen könne. Der Erzähler willigt ein und so zieht er mit Schwarz in dieser Nacht von einer Lissaboner Bar zur nächsten, durch Bordelle und Cafés, während Schwarz ununterbrochen die letzten Jahre seines Lebens Revue passieren lässt.
Schwarz ist nicht sein richtiger Name, sondern der eines verstorbenen Emigranten, eines Österreichers, der im Paris der späten 1930er Jahre mit Gemälden gehandelt hatte und dem Emigranten Josef, dessen wahren Namen die Leser nicht erfahren, kurz vor seinem Tod seinen Pass und ein paar wertvolle Zeichnungen hinterlässt. Josef nimmt Pass und Identität des Verstorbenen an und nennt sich von nun an Josef Schwarz.
Mit seiner neuen Identität reist er unter großem persönlichen Risiko zurück nach Deutschland, um in Osnabrück seine Frau Helen aufzusuchen, mit der er seit seiner Flucht fünf Jahre zuvor keinen Kontakt mehr hatte. Er musste Osnabrück verlassen, weil sein Schwager Georg Jürgens, ein Gestapobeamter, ihn wegen seiner ablehnenden Haltung zum Nationalsozialismus denunziert hatte und in ein Konzentrationslager bringen wollte. Schwarz liebt seine Frau abgöttisch, ist aber unsicher, ob sie ihn wiedersehen will. Es stellt sich heraus, dass sie die Liebe ebenso stark erwidert, ihren Bruder Georg zutiefst verachtet und nach dem Wiedersehen entschlossen ist, Deutschland gemeinsam mit ihrem Mann zu verlassen.
Josef und Helen fliehen über die Schweiz nach Frankreich und verleben eine glückliche Zeit, bis der Krieg beginnt und sie als Staatsangehörige einer feindlichen Macht in getrennten französischen Lagern interniert werden. Josef kommt in das Internierungslager von Le Vernet. Nach der Kriegsniederlage Frankreichs 1940 gelingt ihm in der unübersichtlichen Lage im nicht besetzten Süden Frankreichs die Flucht. Er kann seine Frau mit Hilfe eines französischen Kommunalpräfekten aus dem Internierungslager befreien und entkommt mit ihr über Umwege nach Marseille, wo sich eine große Zahl von Flüchtlingen aufhält. Die Zufallsbekanntschaft mit einem reichen Amerikaner verschafft dem Paar die Option auf ein US-Visum.
Doch Josef Schwarz wird vor dem US-Konsulat in Marseille von der Gestapo aufgegriffen und gefoltert – zunächst von einem sadistischen Gestapo-Beamten, dann auch von Helens Bruder Georg, der die Spur der beiden bis nach Marseille verfolgt hat. Noch in derselben Nacht gelingt es Schwarz, Georg vorzugaukeln, er werde ihn zu Helen führen. Auf der anschließenden Autofahrt tötet er Georg und flieht mit dessen Auto. Der Pass des Gestapobeamten verschafft ihm eine machtvolle Identität, die ihm letztlich die Erlangung spanischer und portugiesischer Visa ermöglicht, mit denen Josef und Helen Frankreich verlassen können.
In der Zeit zwischen ihrer Befreiung aus dem Lager und der Flucht aus Frankreich erfährt Schwarz in mehreren Schüben, dass Helen seit langem unheilbar an Krebs erkrankt ist und bald sterben muss. Die beiden erreichen zwar Lissabon; dort erhält Schwarz auch die Visa für sich und Helen, doch am Tag vor der geplanten Abreise nach Amerika nimmt die Todkranke Gift und tötet sich selbst.
Der verzweifelte Schwarz beschließt, der Fremdenlegion beizutreten und gegen die Deutschen zu kämpfen. Durch seine Lebensbeichte einem Fremden gegenüber hofft er, die Erinnerung an seine geliebte Helen in der Welt zu halten, deren Bild in seinem Gedächtnis bereits zu zerfließen beginnt. Die Fahrscheine und Visa, die eigentlich für ihn und Helen gedacht waren, schenkt Schwarz seinem Zuhörer, dem damit die Ausreise nach Amerika gelingt.
Das Buch zeigt auf bedrückende Weise, wie Menschen ohne Schuld in ausweglose Lebenssituationen gedrängt wurden, sich in diesen bis zur Unkenntlichkeit angepasst haben und wie letztlich doch das Schicksal alle Hoffnung zu beenden vermag. Es zeigt letztlich auch, wie sich Remarque selbst mehr als 20 Jahre nach seiner eigenen Emigration nicht von diesen Themen lösen konnte und wie die Naziherrschaft ihre schreckliche Macht auch lange nach Ende des Krieges weiter auf jene Opfer ausübte, die ihr lebend entkommen waren.

## Rezeption
- Regisseur Zbyněk Brynych verfilmte das Buch 1970/1971 für das ZDF, mit den Schauspielern Martin Benrath, Erika Pluhar, Vadim Glowna, Horst Frank, Charles Regnier u. a. Das ZDF zeigte den Film erstmals am 9. April 1971.[1] Er erschien 2011 als DVD, in einer Doppel-DVD-Edition mit Beiheft in der Reihe „Grosse Geschichten“.[2]
- 2019 produzierten Radio Bremen und der WDR ein zweiteiliges Hörspiel in der Bearbeitung und unter der Regie von Silke Hildebrandt mit Max Simonischek, Max von Pufendorf, Christian Hockenbrink, Lisa Hrdina, Daniel Wiemer, Stefanie Kirsten, Wolfgang Rüter, Ursula Grossenbacher, Jasmin Schwiers, Justus Maier, Birte Schrein, Jean-Paul Baeck, Daniel Stock und Holger Kraft.[3]

## Ausgaben
- Erich M. Remarque: Die Nacht von Lissabon. Kiepenheuer und Witsch, Köln 1962; 2. Auflage 1998, ISBN 3-462-02722-0 (= KiWi Band 471).